# آدولف شارلمان
آدولف ایوسیفوویچ شارلمانی یا شارلمان (به روسی: Адольф Иосифович Шарлемань؛ ۸ دسامبر ۱۸۲۶، سن پترزبورگ - ۳۱ ژانویه ۱۹۰۱، سن پترزبورگ) نقاش روسی صحنه‌های تاریخی، ژانر و نبرد بود. او همچنین خالق یک طرح محبوب برای کارت‌های بازی بود که به " عرشه ساتن " معروف است.

## زندگی‌نامه
پدرش معمار، ایوسف ایوانوویچ شارلمانی بود. پدربزرگ او، مجسمه‌ساز و هنرمند تزئینی، ژان باپتیست شارلمانی-بوده، اصالتاً اهل روئن بود و برای کار برای کاترین کبیر به روسیه آمده بود. برادرش، ایوسف، نیز هنرمند و معمار شد.
او تحصیلات ابتدایی خود را در مدرسه سنت پیتر گذراند، سپس در آکادمی هنرهای امپراتوری ثبت نام کرد و در آنجا نقاشی تاریخ را نزد فئودور برونی و نقاشی جنگی را نزد بوگدان ویلوالد خواند. در آنجا چندین مدال نقره و طلا به او اهدا شد.
آخرین این جوایز، در سال ۱۸۵۵، کمک هزینه تحصیل در خارج از کشور را به همراه داشت. او به مونیخ رفت و در آنجا نزد الکساندر کوتزبوئه، نقاش دیگر نبرد تحصیل کرد. در سال ۱۸۵۹، او به دلیل نقش‌آفرینی‌اش از الکساندر سووروف در کوه‌های آلپ سوئیس، به عنوان «آکادمیک» انتخاب شد. سپس به پاریس رفت و در ورسای به مطالعه نقاشی پرداخت. او در سال ۱۸۶۱ از راه آلمان به سن پترزبورگ بازگشت.
اولین نقاشی‌های او پس از بازگشت برای گروه پیج و به دنبال آن نقاشی‌های دیواری در عمارت خانواده مشچرسکی در مسکو بود. در سال ۱۸۶۷، بازی او از کاترین کبیر در کارگاه اتین موریس فالکونه، عنوان پروفسور را برای او به ارمغان آورد. آن را ملکه ماریا الکساندرونا به دست آورد. برای بیست سال بعد، او بسیار کار کرد تا تقاضا برای تصاویرش را تأمین کند. که بسیاری از آنها به تصویرسازی در مجلات تبدیل شدند. از سال ۱۸۷۱، او برای شرکت فدرال یونیتاری ایالتی، طراحی اوراق بهادار، اوراق قرضه و سایر اوراق بهادار کار کرد.

## نگاره‌های برگزیده

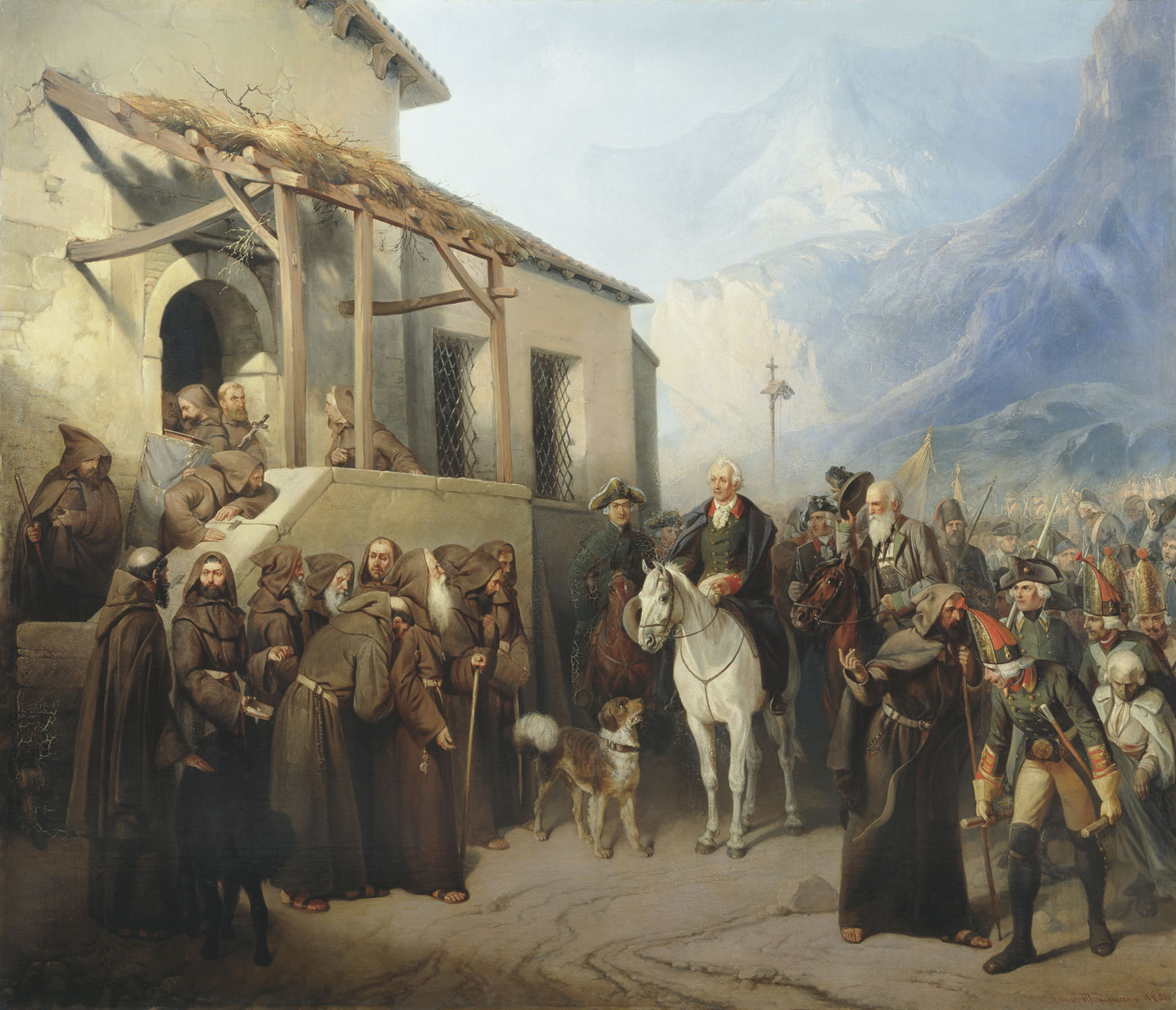
گذرگاه گوتهارد
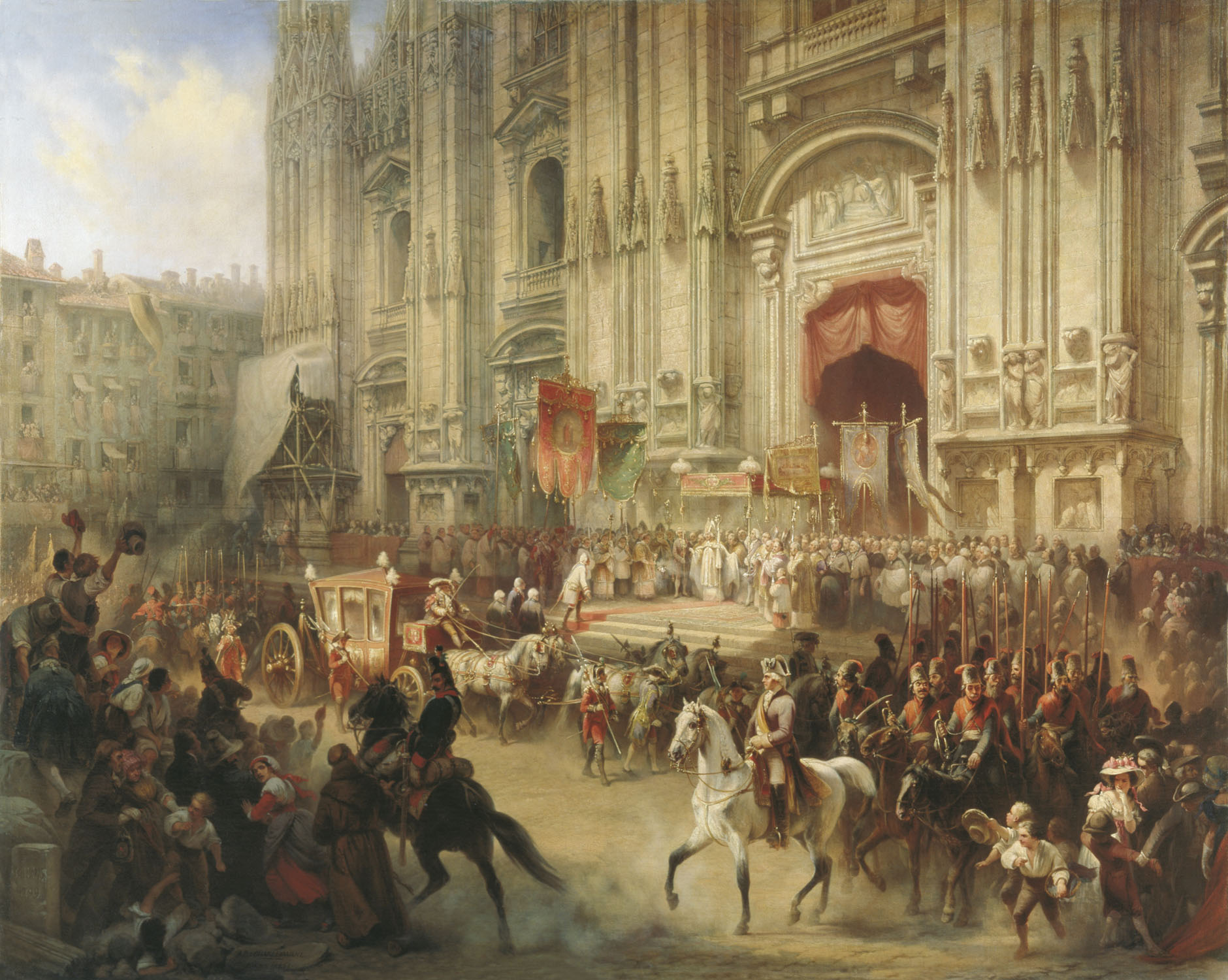
Marshal Suvorov in Milan
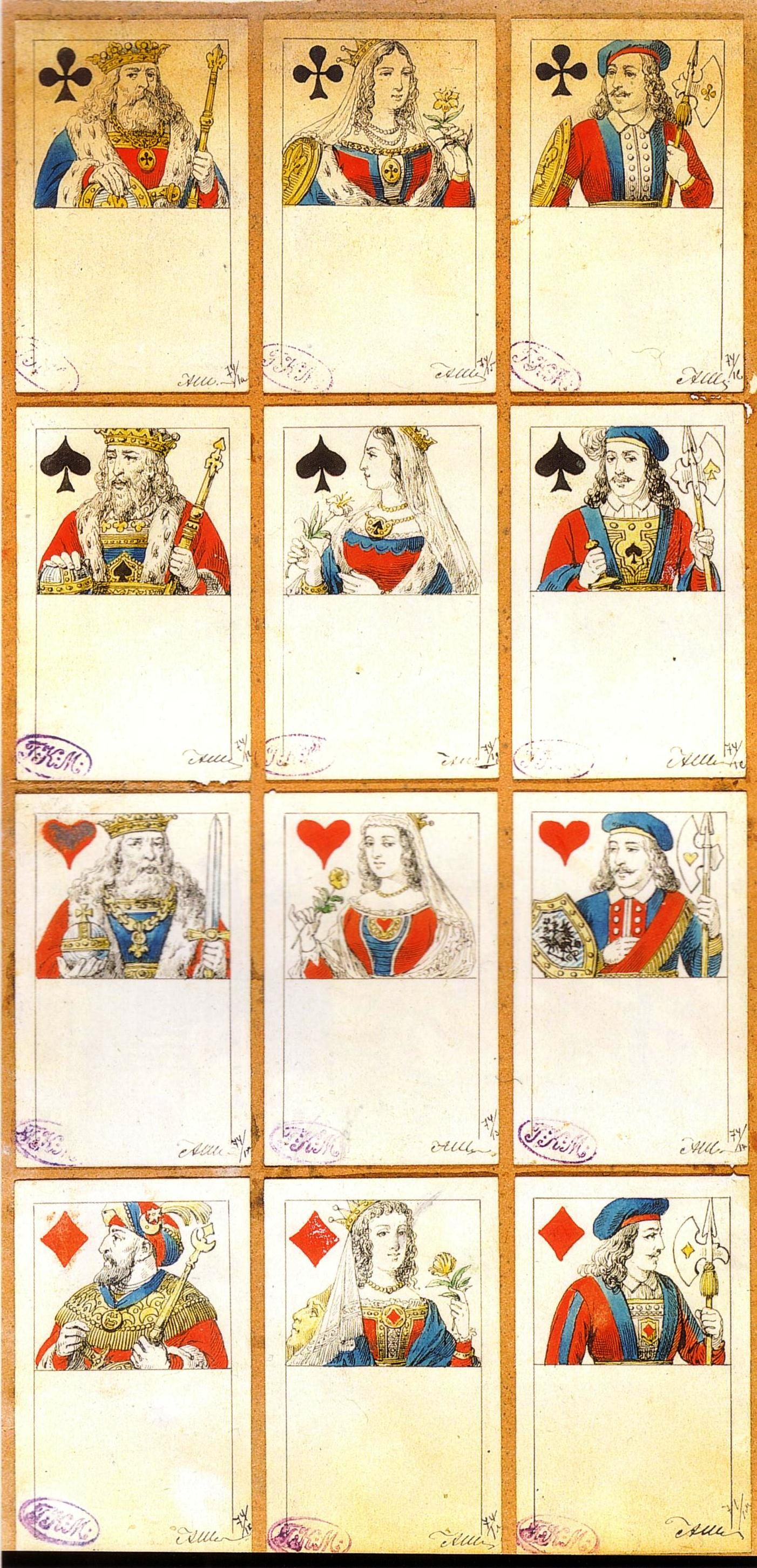
کارت‌بازی روسی
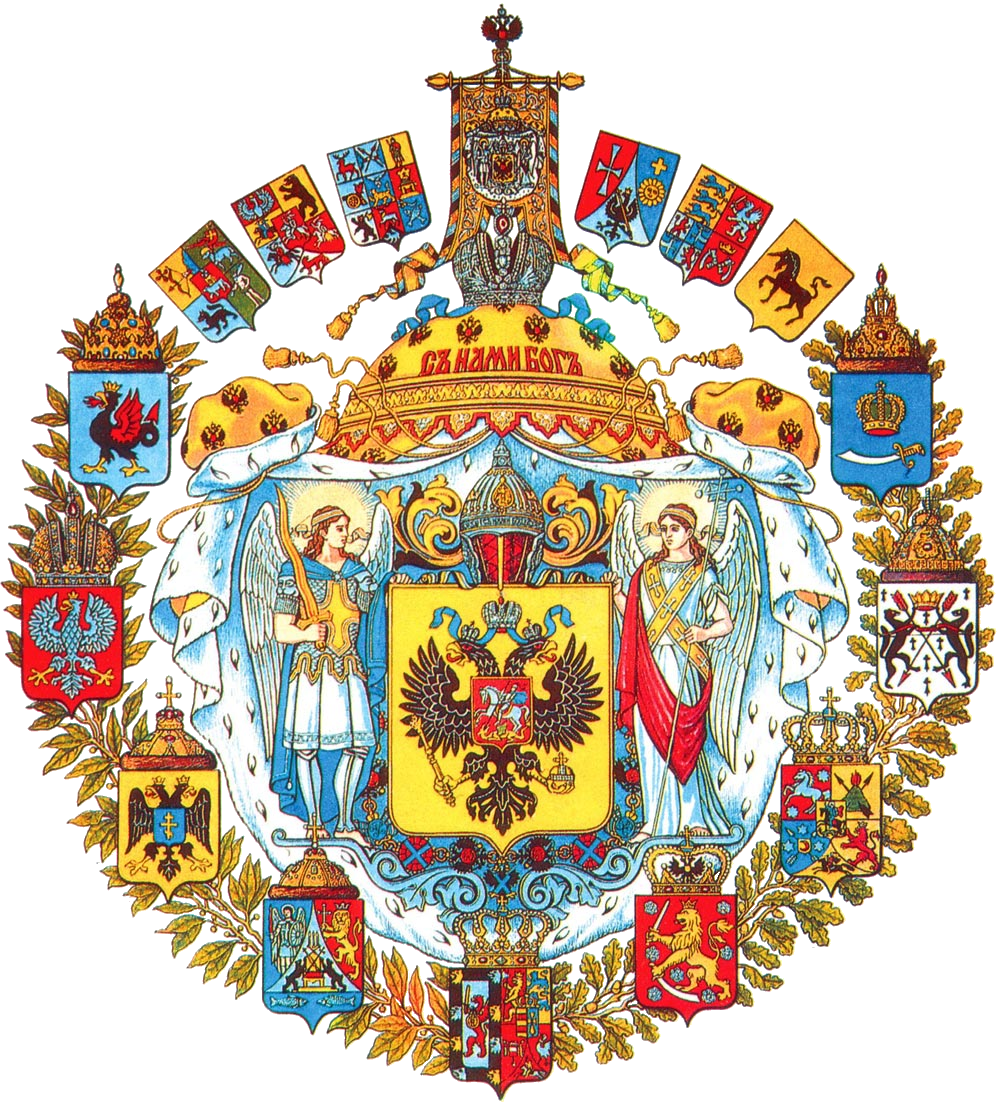
نماد امپراتوری روسیه
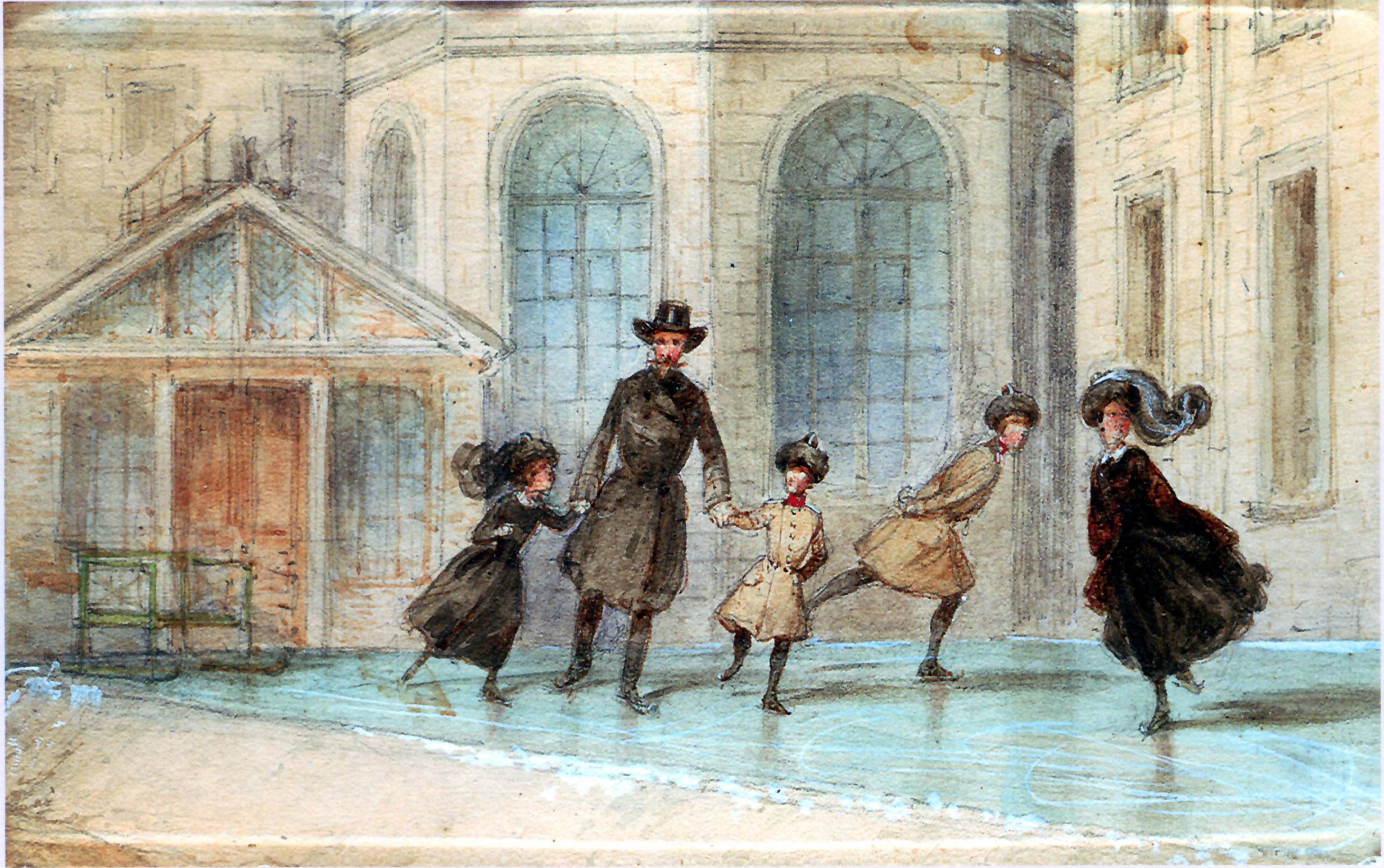
اسکیت بازی کودکان
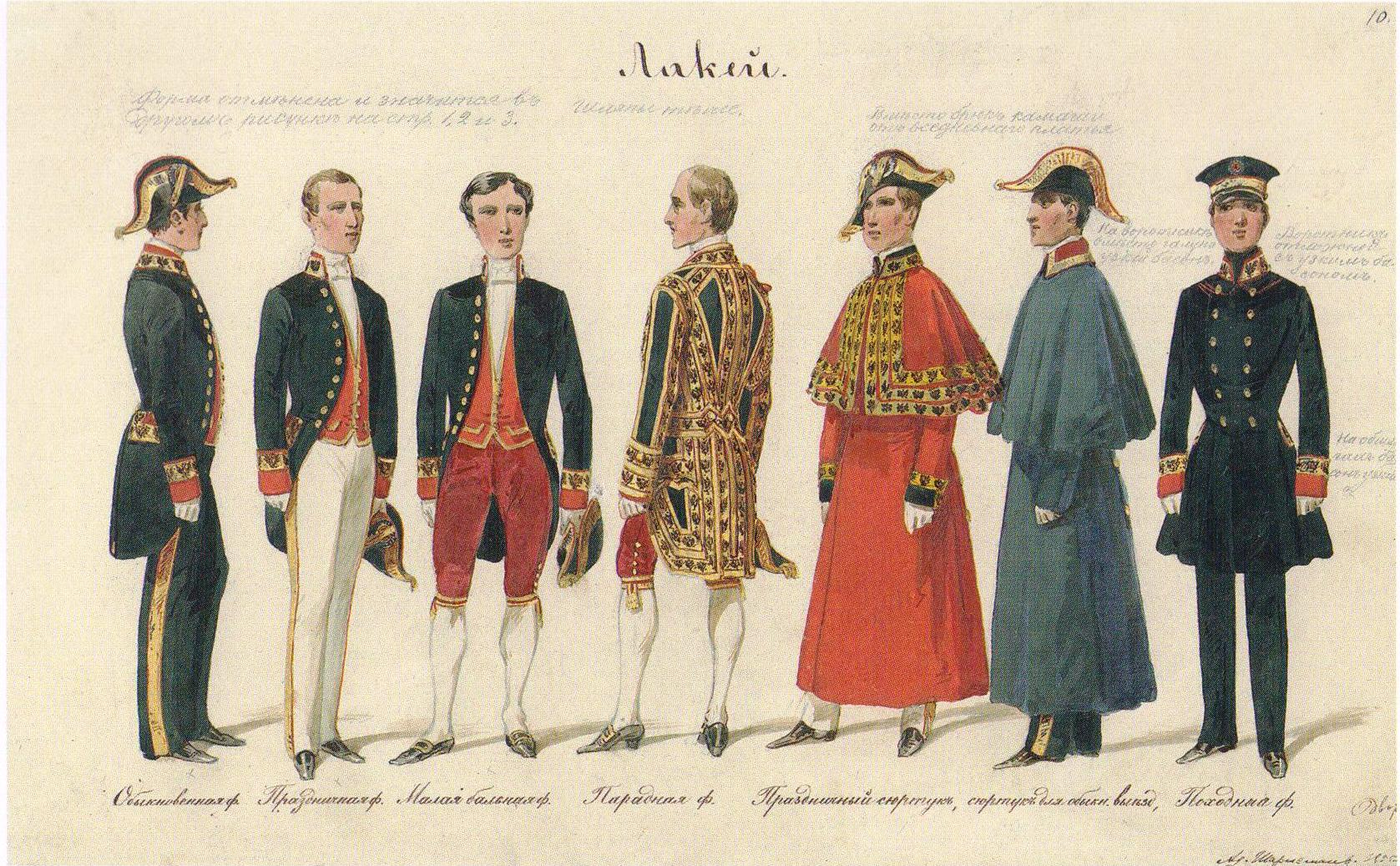
Lackeys